# Andy Hurley
Andrew John Hurley (Menomonee Falls, Wisconsin, 1980. május 31. –) a chicagói Fall Out Boy együttes dobosa. A Rakéta projekt keretein belül dobolt.

## Élete
Ötéves volt, amikor apja elhagyta a családot. Andy a Közel-Keleten nőtt fel. Inspirálta, hogy dobverőket ragadjon, mint a Metallicás Lars Ulrich, és elkezdett dobolni a Rakéta projekt keretében, főbb szerzeményei voltak ebben a korszakban az Arma Angelus és a the Kill Pill, és a legismertebb politika „induló”, a Racetraitor. Ő lett a Fall Out Boy legismertebb tagja. A zenekarba 2003-ban lépett be, nem sokkal utána felvették első kislemezüket, az Evening Out with Your Girlfriend. A csapat hamar felépített egy központi rajongói tábort az sok országos turnéjuknak köszönhetően, a „nagyok” világába pedig harmadik albumuk, a From Under the Cork Tree segítette őket 2005-ben.
Andy belépést nyert Wisconsin-Milwaukee Egyetemre, dupla doktorátust végzett anatómiából és történelemből. Eltervezte, hogy párhuzamosan zenél és tanul. Fiatalabb korában többször is a rendőrök vitték haza részegen vagy más állapotban, azóta vegetáriánus és csak mértékkel iszik. Egy újság "a világ 2. legszexibb vegetáriánusának" választotta.
Hurley leírt néhány dolgot az anarcho-primitivista nézeteiről, és hitt benne, hogy a civilizáció hamarosan elájul és összeomlik. Mikor szembeszállt erről Alternative Press 2007 februári kérdésében azt állította, hogy a karrierje ellentmondott a hiteinek, és ugyanakkor meg kellett élnie valahogy.